# РапоГало
Класико Минейро (В превод означава Дербито на Минас Жерайс), известно и като РапоГало (на португалски: Clássico Mineiro, RapoGalo) е името на дербито между футболните отбори Крузейро и Атлетико Минейро от бразилския град Бело Оризонте. Това название идва от талисманите на двата отбора – лисица (raposa) на Крузейро и петел (galo) на Атлетико.
Най-разгромната победа за Атлетико е 9:2 на 27 ноември 1927 г., а за Крузейро - 6:1 на 4 декември 2011 г.  Най-много зрители е имало на 4 май 1969 г. – 129.296 (Атлетико – Крузейро 0:1).
Няма яснота за точната статистика на мачовете между двата отбора, тъй като всеки от тях представя своя версия. През май 2005 г. специализираното футболно списание Placar издава брой, посветен на бразилските дербита, в което се използва статистиката на Крузейро.
Статистика според Крузейро:
|      | Мачове | Крузейро | Равенства | Атлетико |
| Общо | 506    | 172      | 134       | 200      |

Статистика според Атлетико:
|      | Мачове | Крузейро | Равенства | Атлетико |
| Общо | 524    | 173      | 139       | 212      |